# Psychology Today
Psychology Today è una rivista statunitense di psicologia edita dal 1967. Di proprietà e gestita dall'American Psychological Association dal 1983 al 1987 , la pubblicazione è approvata dal National Board for Certified Counselors.
Viene pubblicata ogni due mesi.

## Storia e contenuti
Fondata nel 1967 da Nicolas Charney, il suo scopo è di rendere la letteratura psicologica più accessibile al grande pubblico. La rivista si concentra sul comportamento e copre una serie di argomenti tra cui psicologia, neuroscienze, relazioni, sessualità, genitorialità, salute (anche dal punto di vista della medicina alternativa), lavoro e aspetti psicologici dell'attualità.
Il sito web della rivista presenta elenchi di terapie e professionisti della salute e centinaia di blog scritti da un'ampia varietà di psicologi, psichiatri, assistenti sociali, medici, antropologi, sociologi e giornalisti scientifici. L'attuale redattore capo è Kaja Perina.

## Diffusione
Nel 1976 Psychology Today vendeva 1 026 872 copie. La tiratura della rivista è stata di 1 171 362 copie nel 1981 e di 862 193 copie nel 1986.
Ha una tiratura di 300 000 copie per numero a partire dal 2017 e afferma che 15,02 persone leggono ogni copia per un pubblico totale di 3.755.000. Da giugno 2010 a giugno 2011, è stata una delle prime dieci riviste di consumo in termini di vendite in edicola. Nel 2013 Adweek ha notato un aumento del 36% nel numero di lettori di Psychology Today, mentre molte riviste hanno subito un calo dei lettori.